# Laminazione prodotta da alternanza tra processi trattivi e di decantazione
L'alternanza tra trazione e decantazione è indicativa di ambienti deposizionali soggetti a variazioni di energia nel tempo, questo processo si ripercuote chiaramente sul record stratigrafico. L'ambiente sedimentario che tipicamente presenta queste condizioni di energia è la piana di marea, nella quale si alternano condizioni di alta energia, corrispondenti al flusso e riflusso della marea, e condizioni di bassa energia, corrispondenti ai periodi di stazionamento alto o basso della marea stessa.
A seconda che domini la trazione sulla decantazione o viceversa si sviluppano strutture sedimentarie differenti.

## Stratificazione flaser

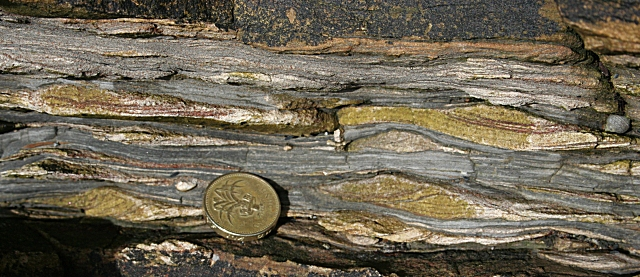
Esempio di Flaser bedding in ambiente deltizio

Questo tipo di stratificazione si forma quando il processo dominante è la trazione.
Essa è caratterizzata da ripples discontinui ai quali si intercalano livelli di fango o silt.
Il termine flaser si riferisce alle lenti di fango o di silt che si formano all'interno di un sedimento prevalentemente sabbioso.
Il processo dominante (trazione) permette la formazione dei ripples sabbiosi, mentre mantiene in sospensione le particelle più fini. Quando l'intensità della corrente diminuisce si ha la decantazione della parte più fine del sedimento (fango, silt) che va a depositarsi come un sottile livello sui ripples sabbiosi rivestendoli.
Nel momento in cui torna ad essere dominante la trazione viene erosa la parte del fango o silt che si era depositata sulla cresta del ripple, mentre si conserva la parte depostasi nell'incavo del ripple.

## Stratificazione lenticolare

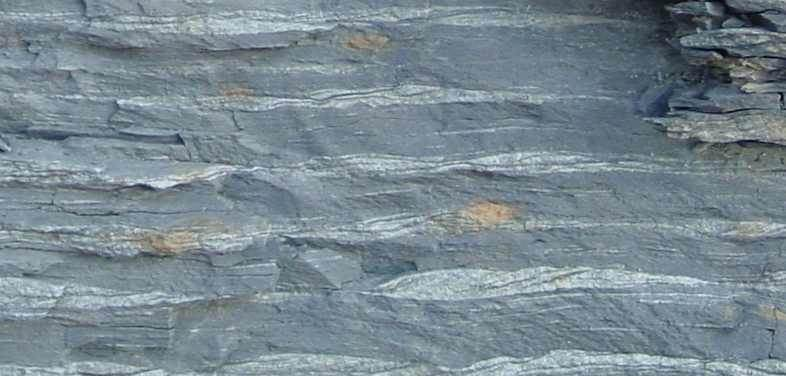
Esempio di laminazione lenticolare in sedimenti tidali Carboniferi del Kentucky

Questo tipo di stratificazione si forma quando il processo dominante è la decantazione.
In questo caso, infatti, il termine lenticolare si riferisce alle lenti di sabbia che si ritrovano all'interno di un sedimento prevalentemente fangoso.
I ripples sabbiosi che si formano nei momenti di trazione risultano discontinui e vengono presto ricoperti dal fango o dal silt che si deposita nel successivo periodo di decantazione.

## Wavy bedding
Questo tipo di stratificazione è una via di mezzo fra i due tipi descritti sopra.
Appare come un'alternanza di ripples sabbiosi e fango lateralmente continui.